# Stazione di Kyōikudaimae
La stazione di Kyōikudaimae (教育大前駅?, Kyōikudaimae-eki) è una fermata ferroviaria situata nella città di Munakata, nella prefettura di Fukuoka in Giappone. La fermata si trova sulla linea principale Kagoshima della JR Kyushu. La struttura serve principalmente il vicino campus dell'Università dell'educazione di Fukuoka.

## Linee e servizi ferroviari
JR Kyushu
■ Linea principale Kagoshima

## Struttura
La stazione è costituita da due marciapiedi laterali con due binari passanti in superficie. Sono altresì presenti tornelli automatici con supporto alla bigliettazione elettronica Sugoca e biglietteria presenziata.
| 1 | ■ Linea principale Kagoshima |  | per Orio, Kurosaki, Kokura e Mojikō |
| 2 | ■ Linea principale Kagoshima |  | per Kashii, Hakata, Tosu e Ōmuta    |

## Stazioni adiacenti
| «                          | Servizio                   | »                          |
| Linea principale Kagoshima | Linea principale Kagoshima | Linea principale Kagoshima |
| -------------------------- | -------------------------- | -------------------------- |
| Ebitsu                     | Locale                     | Akama                      |
| Ebitsu                     | Semirapido                 | Akama                      |
| Il Rapido non ferma ferma1 |                            |                            |

- 1: Ad eccezione dei rapidi che effettuano tutte le fermate fra Hakata e Akama